# Ilha de Onza

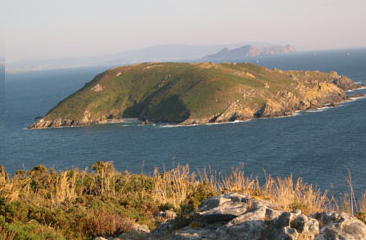
A ilha de Onza desde a vizinha Ilha de Ons.

A Ilha de Onza ou Onceta (do galego: Illa de Onza e do espanhol: Isla de Onza) é uma ilha galega da Província de Pontevedra situada à 600 metros ao sul da Ilha de Ons, com a que forma um arquipélago bi-insular. É uma ilha de 32 hectares com forma retangular, e com um perfil relativamente alto (o seu cume atinge os 84 metros de altura). As suas costas são escarpadas, se bem conta com duas pequenas praias ao norte (Praia das Moscas) e ao sul (Porto do Sol), quase inacessível por estar abaixo de fortes cantis e arrodeadas de armadilhas. Está coberta de vegetação arbustiva e, sobre todo na sua parte ocidental, é um importante lugar de aninhamento de aves marinhas. Apesar ao seu tamanho carece de árvores e não conta com nenhuma construção excepto um barracão construído pelos militares. Forma parte do Parque Nacional das Ilhas Atlânticas da Galiza.

## Galeria de imagens

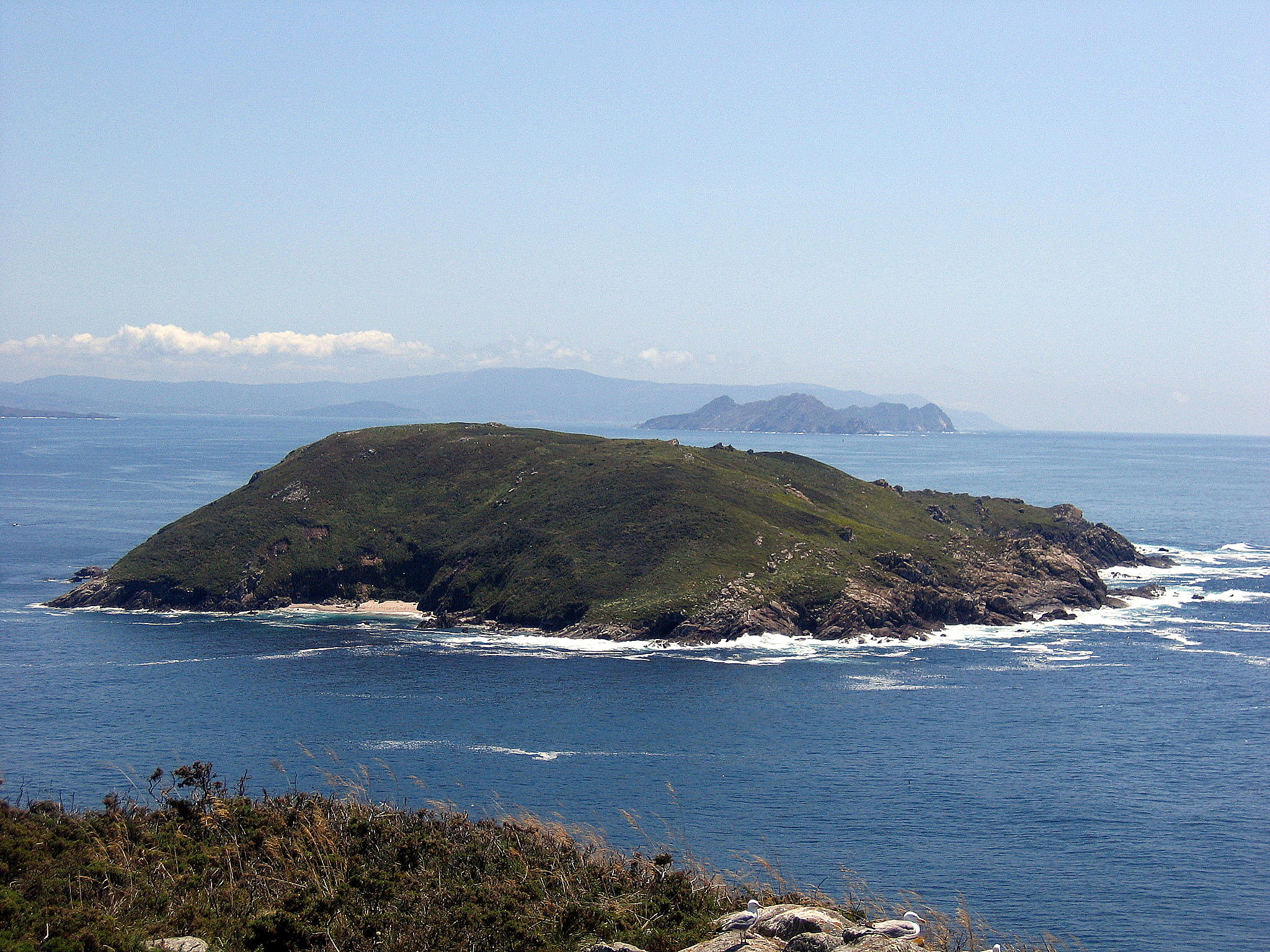
Ilha de Onza
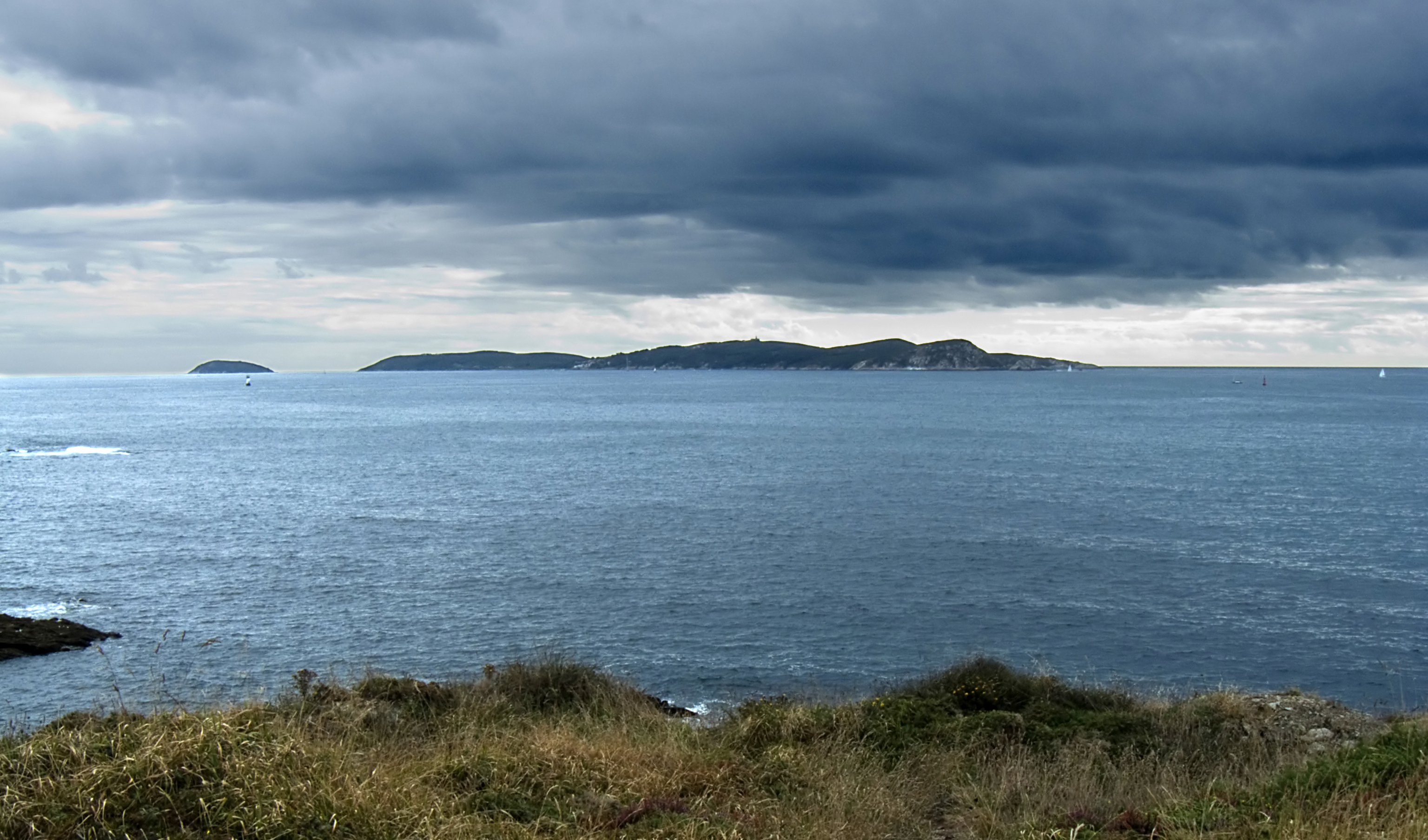
Ilha de Ons e de Onza
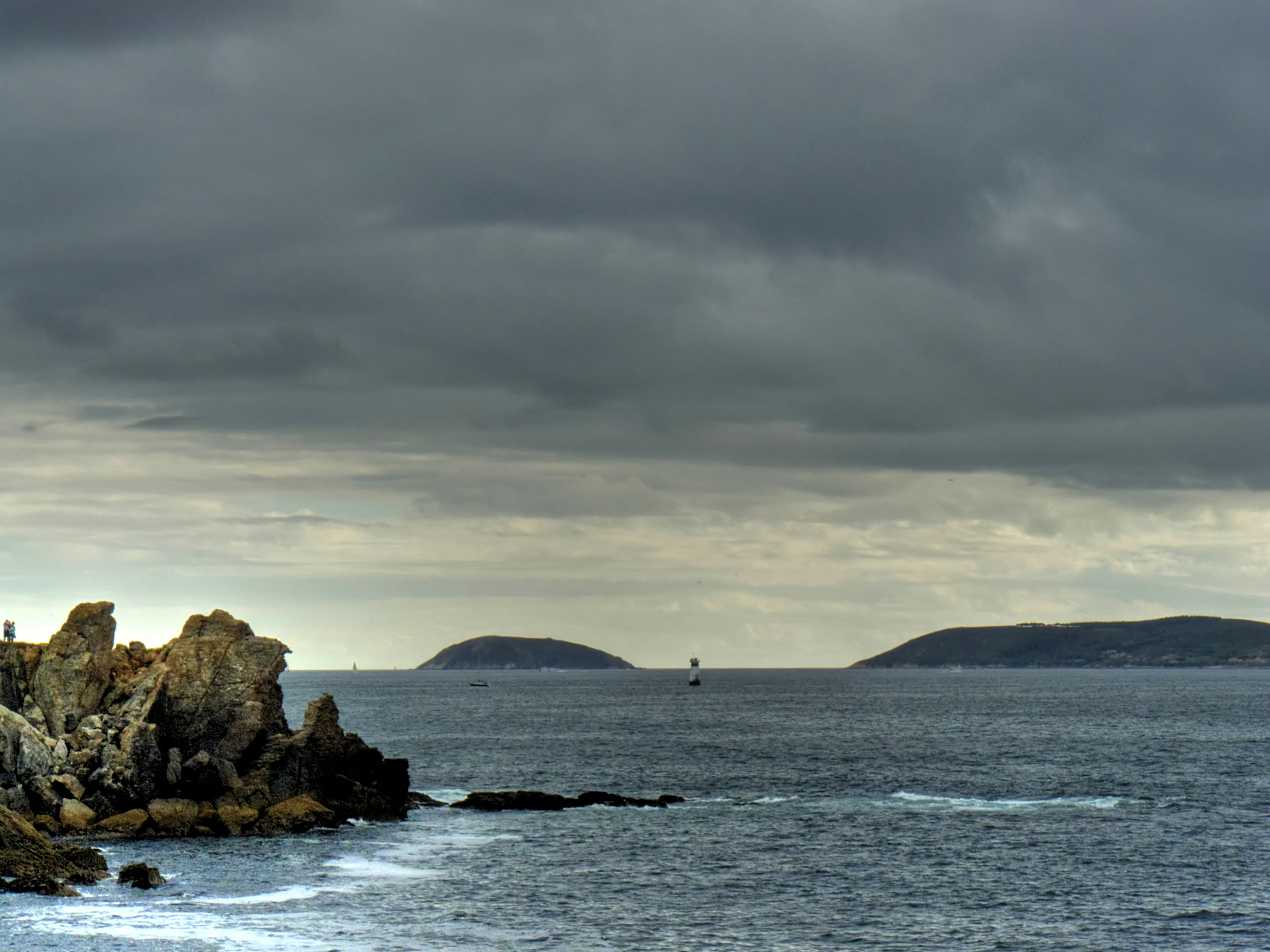

## Artigos relacionados
- Ilhas Ons
- Ilha de Ons
- Parque Nacional das Ilhas Atlânticas da Galiza